# 김우석 (1994년)
김우석 (1994년 3월 3일 ~ )은 대한민국의 배우이다. 2017년 웹드라마 연애 플레이 리스트 시즌2로 데뷔하였다.

## 학력
- 서울예술대학교 연기과 전문학사 (졸업)

## 출연작품
| 방송사        | 장르     | 드라마 제목                             | 방송 년도                                     | 역할                           |
| ------------- | -------- | --------------------------------------- | --------------------------------------------- | ------------------------------ |
| VLIVE, 유튜브 | 웹드라마 | 연애 플레이 리스트 시즌2                | 2017년                                        | 최승혁                         |
| VLIVE, 유튜브 | 웹드라마 | 연애 플레이 리스트 시즌3                | 2018년                                        | 최승혁                         |
| OCN           | 드라마   | 《보이스 2》                            | 2018년 8월 11일 ~ 2018년 9월 16일             | 진서율                         |
| OCN           | 드라마   | 《보이스 3》                            | 2019년 5월 11일 ~ 2019년 6월 30일             | 진서율                         |
| tvN           | 드라마   | 《드라마 스테이지 - 삼촌은 오드리헵번》 | 2019년 12월 18일                              | 오준호                         |
| tvN           | 드라마   | 《반의 반》                             | 2020년 3월 23일 ~ 2020년 4월 28일             | 배진수                         |
| 웹드라마      | 드라마   | 《당신의 운명을 쓰고 있습니다》         | 2021년 3월 26일 ~ 2021년 4월 24일             | 정바름                         |
| tvN           | 드라마   | 《드라마 스테이지 - 럭키                | 2021년 4월 21일                               | 김철수                         |
| 디즈니 +      | 드라마   | 《너와 나의 경찰수업》                  | 2022년 1월 26일 ~ 2022년 3월 16일             | 서범주                         |
| tvN           | 드라마   | 《군검사 도베르만》                     | 2022년 2월 28일 ~ 2022년 4월 26일             | 노태남                         |
| MBC           | 드라마   | 《금혼령, 조선 혼인 금지령》            | 2022년 12월 9일 ~ 2023년 1월 21일             | 이신원                         |
| tvN           | 드라마   | 《청춘월담》                            | 2023년 2월 6일, 2월 21일, 2월 27일 ~ 2월 28일 | 심영 (1회, 6회 ~ 8회 특별출연) |
| tvN           | 드라마   | 《이로운 사기》                         | 2023년 5월 29일 ~ 2023년 7월 18일             | 헬로화학 장 회장의 차남        |

## 뮤지컬
- 2018년 뮤지컬 《레드북》 - 앙상블 역
- 2019년 뮤지컬 《쓰릴미》 - 나 역
- 2020년 뮤지컬 《쓰릴미》 - 나 역
- 2020년 뮤지컬 《개와 고양이의 시간》 - 플루토 역
- 2021년 뮤지컬 《쓰릴미》 - 나 역

## 팬미팅
- 2019년 김우석 1st 팬미팅 'LIVE' 《김우석의 시크릿 스테이지》